# Slovenska vaterpolska reprezentacija
Slovenija vaterpolska reprezentacija predstavlja državu Sloveniju u športu vaterpolu. 
Krovna organizacija: Zveza vaterpolskih društev Slovenije

## Nastupi na velikim natjecanjima

### Europska prvenstva
- 1999.: 11. mjesto
- 2003.: 12. mjesto
- 2006.: 12. mjesto
- 2022.: 16. mjesto

## Sastavi
- EP 2008.:

- kvalifikacije: Bjelofastov, B. Verač, Grašič, M. Nastran, Crnica, Kecman, M. Nastran, Antonijevič, Smolnik, Bukovac, J. Nastran, A. Verač, Mihelčič, Šulič. Izbornik: Balderman

- glavni turnir:

## Poveznice
- slovenska vaterpolska prvenstva